# 1,3-ジクロロプロペン
1,3-ジクロロプロペン（英: 1,3-Dichloropropene）は、化学式が C3H4Cl2 で表される有機塩素化合物。シス型とトランス型とがある。

## 用途
燻蒸式農業用殺虫剤として、野菜畑などで土壌中に拡散させ、線虫の駆除に使用される。1,3-ジクロロプロペンを主成分とした製剤にはシェルが開発したD-Dやダウ・ケミカルが開発したテロンがあり、1999年の実績で原体10,998キロリットル、単剤17,734キロリットルが生産されている。日本では1950年3月10日に農薬登録を受け、1984年に1,2-ジブロモエタンに発癌性があるとして農林水産省が農薬業界に生産自粛を要請したことにより、代替品として生産が増加した。

## 性質
クロロホルムのような甘い臭気のある無色の液体で、引火性がある。1,3-ジクロロプロペン蒸気と空気との混合気体は爆発性がある。漏洩した蒸気は空気より重く、床や地面に沿って拡散するため、漏洩箇所と離れた場所での引火の可能性がある。吸入すると咳・喉の痛み・頭痛や嗜眠、経口摂取した場合には下痢、嗜眠、頭痛、吐き気などの症状が現れる。毒劇法による毒物・劇物の分類は受けていないが、水質汚濁防止法による排水基準は20μg/l、環境基本法および水道法による水質基準は2μg/lと定められている。